# Stade Genervino da Fonseca
Le Stade Genervino da Fonseca (en portugais : Estádio Genervino da Fonseca), également connu sous le nom de Stade Genervino Evangelista da Fonseca (en portugais : Estádio Genervino Evangelista da Fonseca), est un stade de football brésilien situé dans la ville de Catalão, dans l'État du Goiás.
Le stade, doté de 8 500 places est inauguré en 1959, il sert d'enceinte à domicile à l'équipe de football du Clube Recreativo e Atlético Catalano.
Le stade, un des plus vieux de l'état, porte le nom de Genervino Evangelista da Fonseca, ancien député fédéral de l'état du Goiás qui fit don du terrain pour la construction du stade.

## Histoire
Les travaux du stade débutent en 1959 pour s'achever un an plus tard en 1960. Il est situé dans le centre-ville (Bairro Centro) de la ville de Catalão.